# تونی بو
آنتونی بو منا شناخته شده به تونی بو (انگلیسی: Antoni Bou i Mena؛ متولد ۱۷ اکتبر ۱۹۸۶) یک موتورسوار حرفه ای اسپانیایی است. او از سال ۲۰۰۷ تا ۲۰۲۱ قهرمان بلامنازع مسابقات جهانی موتور تریال فدراسیون بین‌المللی موتورسواری در فضای باز و داخل سالن بوده‌است. با کسب این ۳۰ عنوان جهانی (۱۵ عنوان در فضای باز و ۱۵ عنوان در داخل سالن)، تونی بو موفق‌ترین موتورسوار تاریخ است و از دوگی لامپکین، نفر دوم لیست با کسب ۷ قهرمانی در فضای باز و ۵ قهرمانی در داخل سالن و همین‌طور جوردی تارس نفر سوم با ۷ عنوان قهرمانی در فضای باز پیشی گرفت. او در سن ۲۰ سالگی و ۵ ماهگی، دومین موتورسوار جوانی بود که تا به حال موفق به کسب عنوان قهرمانی مسابقات داخل سالن شده، و جوانترین کسی بود که این عنوان را با موتور ۴ زمانه انجام داد.

## زندگی‌نامه

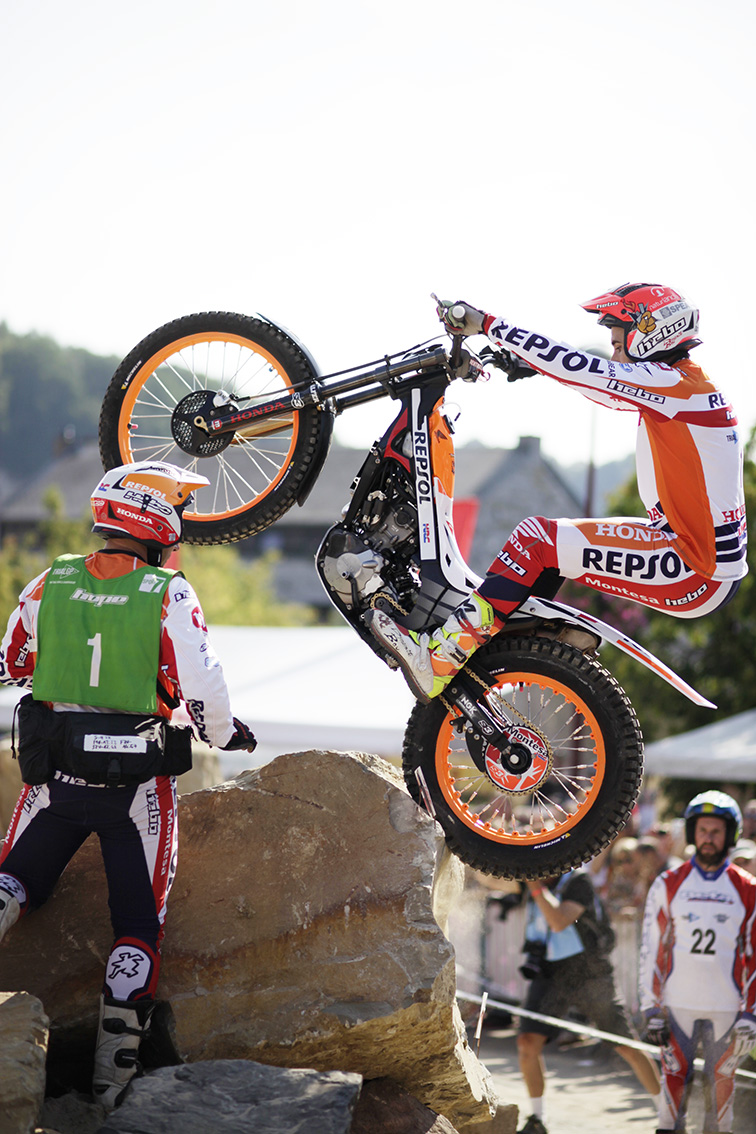
بلژیک ۲۰۱۸

اولین پیروزی تونی بو در مسابقه ای در سال ۱۹۹۹ بود، زمانی که او در سن ۱۲ سالگی عنوان قهرمانی مسابقات کاتالونیا را کسب کرد او همچنین در سال ۲۰۰۱ قهرمان مسابقات نوجوانان اسپانیا شد. سال ۲۰۰۳ در بانگور، ایرلند اولین حضور تونی بو در مسابقات جهانی بود. سال ۲۰۰۶ تونی بو اولین پیروزی در مسابقات جهانی را کسب کرد که در مسابقات قهرمانی جهان در فضای باز مقام پنجم و در مسابقات داخل سالن سوم شد. در همان سال او همچنین قهرمان مسابقات فضای باز اسپانیا شد.
در سال ۲۰۰۷ او برای اولین بار در مسابقات قهرمانی جهان داخل سالن و خارج سالن قهرمان جهان شد. تونی بو این رکورد را از همان سال تا به امروز، یعنی سال ۲۰۲۱ ادامه داد.
در رابطه با دستاوردهای او در تیم ملی لازم است ذکر شود که تونی بو در سال‌های ۲۰۰۵، ۲۰۰۶، ۲۰۰۷، ۲۰۰۸ و ۲۰۰۹ عضوی از تیم ملی اسپانیا بوده‌است که قهرمان Trial des Nations یا همان مسابقات تیم ملی قهرمانی جهان شد. او همچنین در سال‌های ۲۰۰۶، ۲۰۰۷ و ۲۰۰۸ عضو تیم ملی اسپانیا بود که در مسابقات تیم ملی داخل سالن قهرمانی جهان مقام اول را کسب کرد.
سال ۲۰۰۹ برای او یک فصل عالی بود و بو در آن فصل به تمام اهدافش دست یافت، زیرا او تمام ۵ عنوان اصلی، از جمله کسب مقام اول در مسابقات قهرمانی جهان داخل سالن و خارج از سالن، کسب مقام اول در مسابقات قهرمانی اسپانیا داخل سالن و خارج از سالن و عنوان قهرمانی مسابقات تیم ملی را به دست آورد. این موفقیت تنها یک بار قبل توسط آدام راگا در سال ۲۰۰۵ به دست آمده بود.
در پایان فصل ۲۰۱۷، بو قرارداد خود را با هوندا مونتسا تمدید کرد و طبق قرارداد جدید تا سال ۲۰۲۱ در تیم هوندا مونتسا موتورسواری خواهد کرد.
در سال ۲۰۱۸، در حالی که با رقبای موتورسوار اسپانیایی‌تبار خودجرونی فاجاردو و آدام راگا روبرو بود، بو بار دیگر عنوان‌های داخل سالن و خارج سالن خود را حفظ کرد.
تونی بو برای تیم موتورسواری Repsol Montesa HRC موتورسواری می‌کند.

## عنوان‌ها
- قهرمان موتور تریال اسپانیا ۲۰۰۶، ۲۰۰۹، ۲۰۱۱، ۲۰۱۲، ۲۰۱۳، ۲۰۱۴، ۲۰۱۵، ۲۰۱۶، ۲۰۱۷، ۲۰۱۸، ۲۰۱۹
- قهرمان مسابقات داخل سالن اسپانیا ۲۰۰۸، ۲۰۰۹، ۲۰۱۰، ۲۰۱۱، ۲۰۱۲، ۲۰۱۳، ۲۰۱۴، ۲۰۱۵، ۲۰۱۶، ۲۰۱۷، ۲۰۱۸
- قهرمان مسابقات جام جوانان اروپا فدراسیون بین‌المللی موتورسواری ۲۰۰۲
- قهرمان مسابقات موتور تریال اروپا فدراسیون بین‌المللی موتورسواری ۲۰۰۳
- قهرمان موتور تریال جهان فدراسیون بین‌المللی موتورسواری ۲۰۰۷، ۲۰۰۸، ۲۰۰۹، ۲۰۱۰، ۲۰۱۱، ۲۰۱۲، ۲۰۱۳، ۲۰۱۴، ۲۰۱۵، ۲۰۱۶، ۲۰۱۷، ۲۰۱۸، ۲۰۱۹، ۲۰۲۰، ۲۰۲۱
- قهرمان مسابقات داخل سالن جهانی فدراسیون بین‌المللی موتورسواری ۲۰۰۷، ۲۰۰۸، ۲۰۰۹، ۲۰۱۰، ۲۰۱۱، ۲۰۱۲، ۲۰۱۳، ۲۰۱۴، ۲۰۱۵، ۲۰۱۶، ۲۰۱۷، ۲۰۱۸، ۲۰۱۹، ۲۰۲۰، ۲۰۲۱
- عضو تیم ملی برندهٔ اسپانیا در مسابقات قهرمانی تیم ملی در سال‌های ۲۰۰۵، ۲۰۰۶، ۲۰۰۷، ۲۰۰۸، ۲۰۰۹، ۲۰۱۰، ۲۰۱۱، ۲۰۱۲، ۲۰۱۳، ۲۰۱۴، ۲۰۱۵، ۲۰۱۶، ۲۰۱۷، ۲۰۱۹
- عضو تیم برندهٔ مسابقات داخل سالن قهرمانی اسپانیا ۲۰۰۶، ۲۰۰۷، ۲۰۰۸، ۲۰۰۹، ۲۰۱۰، ۲۰۱۱، ۲۰۱۲، ۲۰۱۴، ۲۰۱۵، ۲۰۱۶، ۲۰۱۷، ۲۰۱۸، ۲۰۱۹